# Flapjack (TV-serie)
Flapjack (The Marvelous Misadventures of Flapjack) är en amerikansk animerad TV-serie skapad av Thurop Van Orman som visas på Cartoon Network. Serien handlar om en ung pojke vid namn Flapjack som uppfostrats av den talande valen Bubbie. De lever ett fridfullt liv tills de räddar Kapten Knoge som berättar om en godis-ö som kallas Karamellön. De tre ger sig ut på en del äventyr för att hitta denna godis-ö och bli "riktiga äventyrare".
I originalversionen görs rösterna av Thurop Van Orman, Brian Doyle-Murray, Roz Ryan och Jeff Bennett.